# Exiliboa placata
Exiliboa placata (boa enana oaxaqueña) es la única especie de boa del género Exiliboa. Está catalogada como vulnerable debido a que su extensión es menor a 20 000 km², actualmente se conoce desde solo dos ubicaciones y hay una disminución continua en la extensión y calidad de su hábitat de bosque nuboso. Es vivípara.

## Distribución geográfica
Esta especie es conocida de Sierra de Juárez y Sierra Mije en el norte central de Oaxaca, México. Se extiende de 800 a 2000 m s. n. m. Esta especie es muy rara; se conocen muy pocos especímenes.

## Amenazas y conservación
La destrucción del hábitat, debido a la deforestación para la agricultura y la tala, es una amenaza importante para esta especie. Esta especie está protegida por la ley mexicana bajo la categoría Pr (Protección Especial). No se conoce de ninguna área protegida. Está incluido en el Apéndice II de la CITES.